# 金口路街道
金口路街道原是中国山东省青岛市市南区下辖的一个街道，现已撤销。

## 行政区划
金口路街道下辖金口路社区、莱阳路社区、大学路社区、红岛路社区。